# Reti transeuropee dei trasporti

Mappa dei 9 corridoi terrestri prioritari definiti nel 2013 dai regolamenti EU 1315/2013 e 1316/2013 (TEN-T Core Network Corridors), nonché della rete estesa, aggiornata al 2024

Le reti transeuropee dei trasporti (in inglese Trans-European Networks - Transport, abbreviato TEN-T) sono un insieme d'infrastrutture di trasporto integrate previste per sostenere il mercato unico, garantire la libera circolazione delle merci e delle persone e rafforzare la crescita, l'occupazione e la competitività dell'Unione europea.
In passato, i sistemi di trasporto europei si sviluppavano per lo più secondo criteri nazionali, con la conseguente scarsità o completa assenza di interconnessioni ai confini o lungo corridoi strategici. La debolezza delle interconnessioni di trasporto ostacola la crescita economica. Sin dagli anni novanta, la politica RTE-T ha orientato i fondi europei al sostegno della realizzazione di progetti infrastrutturali fondamentali per l'Europa.
La base giuridica delle reti si fonda sul Trattato di Maastricht siglato nel 1992, benché si possano individuare dei primi documenti di lavoro sin dai primi anni ottanta, in special modo quelli prodotti dalla Tavola rotonda europea dell'industria. Un altro documento importante è stato libro bianco sui Trasporti, lo sviluppo futuro della politica comune dei trasporti, pubblicato nel dicembre del 1992, modificato poi dai successivi documenti del 2001 e del 2011. La decisione formale sullo sviluppo delle TEN-T avvenne con decisione 1692/96 del Parlamento europeo e del Consiglio dell'Unione europea. 

## Descrizione
Le reti di trasporto trans-europee sono definite come una delle tre classi costituenti le reti trans-europee (TEN), previste dall'Unione europea con l'articolo 129b titolo XII del Trattato di Maastricht del 1992. Il Trattato ha l'obiettivo di creare un mercato interno europeo e di sviluppare la coesione economica e sociale, e tale mercato unico, con libertà di movimento per beni, persone e servizi, necessita di infrastrutture efficienti e moderne. Le reti TEN sono state dunque definite anche a questo scopo, oltre che per garantire l'interconnessione e l'interoperabilità delle reti nazionali. Inoltre, la costruzione delle reti trans-europee è anche vista come un importante elemento di crescita economica e occupazionale.
La Commissione europea ha quindi sviluppato delle linee-guida relative ad obiettivi, priorità, identificazione dei progetti di interesse comune e linee maestre per i tre settori coinvolti (trasporti, energia e telecomunicazioni). Il Parlamento europeo ed il Consiglio dell'Unione europea hanno approvato tali linee-guida dopo essersi consultati con il Comitato economico e sociale e con il Comitato delle regioni.
A partire dal 2006, la responsabilità per l'implementazione e la gestione del programma TEN-T è affidato all'Agenzia esecutiva per la rete transeuropea di trasporto.
Il trattato ha definito tre classi di infrastrutture:
- Reti di trasporto trans-europee (TEN-T), suddivise in:
  - rete stradale trans-europea;
  - rete ferroviaria trans-europea (che a sua volta include sia la rete ferroviaria convenzionale trans-europea che la rete ferroviaria ad alta velocità trans-europea);
  - rete fluviale trans-europea e porti per la navigazione interna;
  - rete di porti marittimi trans-europea;
  - rete marittima trans-europea (detta anche "autostrade del mare") (aggiunta all'elenco dalla Direttiva N. 884/2004/CE)
  - rete aeroportuale trans-europea;
  - rete combinata di trasporto trans-europea;
  - rete di informazione e gestione delle spedizioni trans-europea;
  - rete di gestione del traffico aereo trans-europea che comprende:
    - il Single European Sky
    - i concetti di ricerca ATM sul Single European Sky
- Reti energetiche trans-europee (TEN-E), che includono i progetti prioritari[9]:
  - Northern Seas offshore grid;
  - North-South electricity interconnections in Western Europe;
  - North-South electricity interconnections in Central Eastern and South Eastern Europe;
  - Baltic Energy Market Interconnection Plan in electricity;
  - North-South gas interconnections in Western Europe
  - North-South gas interconnections in Central Eastern and South Eastern Europe;
  - Corridoio meridionale del gas, che include i:
    - gasdotto Trans-Adriatico (TAP)
    - Ionian Adriatic Pipeline (IAP)

  - Baltic Energy Market Interconnection Plan in gas;
  - Priority Thematic Area Smart Grids Deployment;
- Reti di telecomunicazioni trans-europee (eTEN), che include la:
  - rete di posizionamento e navigazione satellitare trans-europea.

## La rete stradale
La rete stradale trans-europea è un complesso progetto di rete stradale costituito sia dall'insieme delle grandi direttrici che attraversano le singole nazioni europee sia i progetti di interconnessione prioritari; questi sono state individuati e determinati con la Decisione n. 629 del 29 ottobre 1993. Rinnovata con la Decisione n.1692 del 23 luglio 1996, è stata rivista con la Decisione n. 661 del 7 luglio 2010

### Descrizione
La rete stradale trans-europea, secondo l'articolo 9 della Decisione 661/2010/EU, include le autostrade o le strade ad alta qualità, esistenti, nuove o da adattare, le quali:
- hanno un importante ruolo per il traffico a lunga distanza;
- permettono di aggirare i principali centri urbani in prossimità dell'evento direttrici individuate
- provvedono l'interconnessione con altri mezzi di trasporto
- connettono le regioni isolate e periferiche con il resto del territorio europeo.

L'Unione europea promuove, attraverso finanziamenti e provvedimenti legislativi, un grande insieme di progetti di sviluppo, di interconnessione, di adeguamento dell'esistente e di realizzazione ex novo, lungo le (o per accedere alle) direttrici strategiche individuate, allo scopo di favorire la comunicazione e lo scambio commerciale tra le nazioni europee.
Le infrastrutture finora realizzate o adeguate sono:
- Ponte di Øresund, Danimarca e Svezia (1992-1994)
- Bypass di Sidcup, Londra, Regno Unito (1985)
- Adeguamento della Motorway M25, Regno Unito (1985)
- Adeguamento della Motorway M20, Regno Unito (1986, 1989)
- Strada europea E18, Europa del nord (1995-2001)
- Estensione della A6, Germania (1997)
- Adeguamento della Autoroute A43, Maurienne, Francia (1998)
- A8 autobahn, Germania (2000)
- Strada N-340 da Cadice a Barcellona via Malaga, Spagna (2001)
- Le autostrade P.A.Th.E. (nord-sud) e Via Egnatia (est-ovest), Grecia (1990-2004)
- Interconnessione Irlanda-Regno Unito-Benelux

In aggiunta ai specifici progetti prioritari si affiancano i "progetti di interesse comune", il quale soddisfano comunque i criteri stabiliti nell'articolo 7 della decisione 661/2010/EU, la cui implementazione dipende dal grado di maturità e della disponibilità delle risorse finanziarie.

## La rete ferroviaria
La rete ferroviaria trans-europea è un complesso progetto di rete ferroviaria costituito dall'insieme delle grandi direttrici che attraversano le singole nazioni; queste sono state individuate e determinate la prima volta con l'adozione della decisione 1962/96/CE del 23 luglio 1996, per essere ridefinite nel 2004 e nel 2013.

### Descrizione
Con l'atto del 1996, partendo dalle singole reti ferroviarie nazionali dei 15 paesi che allora ne erano membri, l'Unione europea ha delineato delle specifiche volte a costituire una grande rete di trasporto, sovranazionale, a cui è stato dato il nome di TEN (Trans European Network). Successivamente la decisione 884/2004/CE ne ha estesa l'applicazione ai nuovi paesi aderenti. Lo scopo della TEN-T è quello di procedere per assicurare, razionalizzando e rendendo compatibili ed interoperabili le infrastrutture, il riequilibrio del trasporto merci tra i singoli vettori stradale e ferroviario allo scopo di contribuire alla riduzione del divario economico tra le regioni del continente europeo e promuoverne lo sviluppo.
L'UIC si è poi impegnato nello sviluppo del progetto EURAILINFRA (European Infrastructure Market Capacity and Investment) in sinergia tra i vari gestori ferroviari principali europei per studiare gli interventi opportuni allo scopo di eliminare i cosiddetti colli di bottiglia della rete TEN basandosi sull'analisi strutturale dei singoli corridoi internazionali.
Ciò a causa della diversa genesi delle singole ferrovie nazionali e della differente evoluzione tecnica che danno luogo a serie disomogeneità tecniche e di capacità, generando in molti casi strozzature che rallentano il trasporto delle merci e dei passeggeri, ne degradano lo standard qualitativo e in definitiva ne compromettono la capacità di attrarre clientela dalle altre modalità di trasporto.
Le disomogeneità (o colli di bottiglia) sono individuate di massima nei seguenti motivi:
- limitazioni di tipo tecnico

1. peso assiale
2. sagoma limite o gabarit
3. tipo di energia elettrica
4. qualità del materiale rotabile
5. massima lunghezza possibile dei treni
6. massima massa totale dei treni

- limitazioni funzionali connesse con l'andamento plano-altimetrico del tracciato
- limitazioni di capacità (tracce orarie disponibili)

È evidente che l'omogeneizzazione delle elencate caratteristiche richiede enormi investimenti e un notevole lasso di tempo dato che, tra l'altro, in specie nel caso della penisola italiana, comporterebbe imponenti interventi sul territorio a causa della difficile orografia. Esempi sono la costruzione del ponte sullo stretto di Messina o la ricostruzione della ferrovia Tirrenica Meridionale per quanto riguarda il corridoio TEN 1 o gli interventi sulla direttrice del Brennero o ancora l'adeguamento della ferrovia Adriatica.

## Assi e progetti prioritari
A seguito della revisione della mappa Ten-T del 2011 e l’approvazione del regolamento UE 1315/2013 dell 17 ottobre 2013, sono stati definiti 9 progetti e assi di collegamento:
| Nº asse | Corridoio / progetto prioritario           | Percorso | Zone attraversate | Caratteristiche / sezioni critiche | Lunghezza |
| ------- | ------------------------------------------ | --- | --- | --- | --------- |
| 1       | Corridoio Baltico-Adriatico                | Dal Mar Baltico (Gdynia) al Mar Adriatico (Ravenna) | Le zone industrializzate che vanno dalla Polonia meridionale a Vienna e Bratislava, alla Regione delle Alpi orientali e all'Italia settentrionale | La sua realizzazione comprende importanti progetti ferroviari come la galleria di base del Semmering, la galleria di base della Koralpe in Austria e le sezioni transfrontaliere tra Polonia, Repubblica ceca e Slovacchia                           | 2400 km   |
| 2       | Corridoio Mare del Nord-Baltico            | Dai porti della costa occidentale del Mare del Nord (Anversa), passando per Varsavia, raggiunge i porti del Mar Baltico (Helsinki)                                                           | Per il collegamento della Finlandia con l'Estonia tramite navi traghetto, poi stradali e ferroviari moderni tra i tre Stati baltici, da un lato, e la Polonia, la Germania, i Paesi Bassi e il Belgio, dall'altro. Il corridoio comprende anche collegamenti fluviali tra il fiume Oder e i porti di Germania, Paesi Bassi e Belgio, come il "Mittelland-Kanal" | Il progetto più importante è la Rail Baltica, una ferrovia europea a scartamento standard tra Tallinn, Riga, Kaunas e la Polonia nordorientale | 3200 km   |
| 3       | Corridoio Mediterraneo                     | Dalla Penisola iberica (Algeciras) al confine ungro-ucraino (Miskolc) | Il litorale mediterraneo della Spagna e della Francia per poi attraversare le Alpi nell'Italia settentrionale in direzione est, toccando la costa adriatica in Slovenia e Croazia, e proseguire verso l'Ungheria. I principali progetti ferroviari lungo questo corridoio sono i collegamenti Lione-Torino e la sezione Venezia-Lubiana                         | A parte il fiume Po e qualche altro canale nel Norditalia, il corridoio è essenzialmente stradale e ferroviario. Rispetto al primo progetto, è prevista l'estensione fino ad Algeciras (primo porto commerciale del Mediterraneo) al confine ucraino | 3000 km   |
| 4       | Corridoio Orientale/Mediterraneo orientale | Collega i porti del Mare del Nord (Amburgo), Mar Baltico (passando per Budapest), Mar Nero (passando per Sofia) e Mediterraneo (Nicosia)                                                     | La Germania settentrionale, la Repubblica ceca, la regione della Pannonia e il sudest dell'Europa. Via mare andrà poi dalla Grecia a Cipro | Ottimizzerà l'uso dei relativi porti e delle rispettive autostrade del mare. Includendo l'Elba come via navigabile interna permetterà di migliorare le connessioni multimodali dell'Europa centrale                                                  | 3700 km   |
| 5       | Corridoio Scandinavo-Mediterraneo          | Dal Baltico della Finlandia (Helsinki) e dalla Svezia, passando da Copenhagen, attraversando la Germania (Monaco di Baviera), l'Italia e quindi la Sicilia, raggiungendo Malta (La Valletta) | I principali centri urbani e porti della Scandinavia e della Germania settentrionale che verranno collegati ai centri di produzione della Germania meridionale, dell'Austria e dell'Italia e quindi ai porti italiani e della Valletta. Il corridoio collega via mare Malta passando dalla Sicilia                                                              | Le opere più importanti di questo corridoio sono il tunnel del Fehmarn Belt e la galleria di base del Brennero, con le rispettive vie di accesso, nonché il Ponte sullo stretto di Messina                                                           | 4858 km   |
| 6       | Corridoio Reno-Alpi                        | Dai porti del Mare del Nord (Rotterdam), passando dalla Germania (Colonia), fino al Mar Mediterraneo (Genova)                                                                                | Alcuni dei principali centri economici della Ruhr renana, le regioni del Reno-Meno-Neckar, la Svizzera e Milano | È un corridoio multimodale che include il Reno come via navigabile interna. I principali progetti sono le gallerie di base in Svizzera, in parte già completate, e le loro vie di accesso in Germania e in Italia                                    | 1300 km   |
| 7       | Corridoio Atlantico                        | Tra la parte occidentale della Penisola iberica (Lisbona), passando da Vitoria e arrivando aMannheim/Strasburgo                                                                              | Passa i porti di Le Havre e Rouen a Parigi e quindi a includendo anche la Senna come via navigabile interna | Costituito da linee ferroviarie ad alta velocità e linee ferroviarie convenzionali parallele, la dimensione marittima svolge un ruolo cruciale in questo corridoio                                                                                   | 8200 km   |
| 8       | Corridoio Mare del Nord-Mediterraneo       | Dall'Irlanda (Dublino e Cork) e dal nord del Regno Unito fino al Mar Mediterraneo nel sud della Francia, passando per Le Havre e Bruxelles                                                   | Attraversa i Paesi Bassi, il Belgio e il Lussemburgo che comprende acque navigabili interne nel Benelux e in Francia | Intende non solo offrire servizi multimodali migliori tra i porti del Mare del Nord, i bacini fluviali della Mosa, del Reno, della Schelda, della Senna, della Saona e del Rodano e i porti di Fos-sur-Mer e Marsiglia                               | 933 km    |
| 9       | Corridoio Reno-Danubio                     | Dalle regioni centrali da Strasburgo e Francoforte sul Meno fino a Costanza (Romania) | Attraversa la Germania meridionale a Vienna, Bratislava e Budapest per arrivare infine al Mar Nero | Importante è la sezione tra Monaco di Baviera e Praga, Žilina, Košice e il confine ucraino | 2137 km   |

Si tratta di un progetto complessivo che dovrebbe divenire funzionale entro il 2030. La rete ferroviaria centrale si articola in linee ad alta velocità, convenzionali, miste rispondenti a parametri di prestazione (velocità, capacità di traino, profili) e specifiche tecniche di interoperabilità (pendenze, sagoma, raggi di curvatura) comuni. Nella Pianura Padana il corridoio Mediterraneo (n. 3) interseca tre corridoi di direttrice nord-sud (nn. 1, 5, 6).
Nel luglio 2021, con il Regolamento (UE) 2021/1153 (Meccanismo per collegare l'Europa 2), i 9 corridoi della rete Core sono stati estesi, in parte in modo significativo (ad esempio Atlantico, Mar Baltico settentrionale, Scand-Med), mentre il Mare del Nord-Med, a causa della Brexit, è cambiato in Irlanda-Belgio-Paesi Bassi e Irlanda-Francia.
Nel dicembre 2021, la proposta della Commissione europea per un nuovo regolamento sugli orientamenti TEN-T (COM 2021/821) propone, tra l'altro, per il futuro lo scioglimento di alcuni corridoi della rete centrale (Oriente/Est-Med, Mare del Nord-Mediterraneo), la sua integrazione in altri corridoi (Reno-Danubio, Mare del Nord-Alpino) e la creazione di nuovi corridoi allineati (Baltico-Mar Nero-Egeo, Balcani occidentali).

## Collegamenti con i paesi limitrofi
Lo sviluppo delle Ten-T nei Balcani (Albania, Bosnia-Erzegovina, Kosovo, Montenegro, Macedonia settentrionale e Serbia) è stato affidato nel 2017 alla Comunità dei trasporti dell'Europa sud-orientale.
Nel 2017 è stato deciso che le Reti di trasporto transeuropee sarebbero state estese ulteriormente nell'Europa orientale e avrebbero incluso gli Stati membri del Partenariato orientale. L'espansione più orientale della Rete di trasporto transeuropea ha raggiunto l'Armenia nel febbraio 2019.
Secondo la proposta del 2021, le connessioni dovranno portare anche al Regno Unito, alla Svizzera, al Mediterraneo meridionale, alla Turchia e ai Balcani occidentali.
Nel luglio 2022 è stato deciso di collegare quattro corridoi di trasporto europei con la Moldavia e l'Ucraina e di escludere la Russia e la Bielorussia dalla mappa della TEN-T. Un rapporto dell'agosto 2023 raccomandava di estendere la TEN-T alla Moldavia e all'Ucraina con una linea ferroviaria a scartamento standard (1435 mm), per favorire la loro integrazione con le reti ferroviarie dell'UE, con alcune linee che corrono accanto a quelle da 1520 mm per evitare interruzioni durante la costruzione.

## Precedenti progetti prioritari
Il Consiglio europeo di Essen del 1994 aveva approvato un elenco di 14 specifici progetti TEN-T elaborato da un gruppo presieduto dall'allora vicepresidente della Commissione europea Henning Christophersen.
In seguito alle raccomandazioni del 2003 del gruppo ad alto livello sulle TEN-T di Karel Van Miert, la Commissione europea aveva compilato nel 2005 un elenco di 30 progetti prioritari da avviare prima del 2010.
Qui di seguito sono elencati i 30 assi e progetti prioritari:
| N. | Asse o progetto prioritario                                                                           | Rete TEN-T                                                     |
| -- | --- | -------------------------------------------------------------- |
| 1  | Asse ferroviario Berlino - Verona/Milano – Bologna – Napoli – Messina – Palermo                       | Rete ferroviaria convenzionale trans-europea                   |
| 2  | Asse ferroviario ad alta velocità Parigi – Bruxelles – Colonia – Amsterdam – Londra                   | Rete ferroviaria ad alta velocità trans-europea                |
| 3  | Asse ferroviario ad alta velocità dell'Europa sud-occidentale                                         | Rete ferroviaria ad alta velocità trans-europea                |
| 4  | Asse ferroviario ad alta velocità dell'est                                                            | Rete ferroviaria ad alta velocità trans-europea                |
| 5  | Betuweroute/Betuwe line                                                                               |                                                                |
| 6  | Asse ferroviario Lione – Trieste – Divača/Capodistria – Divača – Lubiana – Budapest – confine ucraino | Rete ferroviaria convenzionale trans-europea                   |
| 7  | Asse autostradale Igoumenitsa/Patrasso – Atene – Sofia – Budapest                                     | Rete stradale trans-europea                                    |
| 8  | Asse multimodale Portogallo/Spagna – resto d'Europa                                                   |                                                                |
| 9  | Asse ferroviario Cork – Dublino – Belfast – Stranraer                                                 | Rete ferroviaria convenzionale trans-europea                   |
| 10 | Aeroporto di Malpensa                                                                                 |                                                                |
| 11 | Øresund fixed link                                                                                    |                                                                |
| 12 | Asse ferroviario/stradale del triangolo nordico                                                       |                                                                |
| 13 | Asse stradale Regno Unito/Irlanda/Benelux                                                             | Rete stradale trans-europea                                    |
| 14 | West Coast Main Line                                                                                  |                                                                |
| 15 | Sistema di posizionamento Galileo                                                                     | Rete di posizionamento e navigazione satellitare trans-europea |
| 16 | Asse ferroviario merci Sines/Algeciras - Madrid - Parigi                                              |                                                                |
| 17 | Asse ferroviario Parigi – Strasburgo – Stoccarda – Vienna – Bratislava                                | Rete ferroviaria convenzionale trans-europea                   |
| 18 | Asse fluviale Reno/Mosa – Meno – Danubio                                                              | Rete fluviale trans-europea                                    |
| 19 | Interoperabilità ferroviaria ad alta velocità nella penisola iberica                                  |                                                                |
| 20 | Asse ferroviario del ponte Fehmarn Belt                                                               |                                                                |
| 21 | Autostrade del mare                                                                                   | Rete marittima trans-europea                                   |
| 22 | Asse ferroviario Atene – Sofia – Budapest – Vienna – Praga – Norimberga/Dresda                        | Rete ferroviaria convenzionale trans-europea                   |
| 23 | Asse ferroviario Danzica – Varsavia – Brno – Bratislava – Vienna                                      | Rete ferroviaria convenzionale trans-europea                   |
| 24 | Asse ferroviario Lione/Genova – Basilea – Duisburg – Rotterdam/Anversa ("il ponte dei due mari")      | Rete ferroviaria convenzionale trans-europea                   |
| 25 | Asse autostradale Danzica – Brno – Bratislava – Vienna                                                | Rete stradale trans-europea                                    |
| 26 | Asse ferroviario/stradale Irlanda/Regno Unito/Europa continentale                                     |                                                                |
| 27 | Asse "Rail Baltica" Varsavia – Kaunas – Riga – Tallinn – Helsinki                                     |                                                                |
| 28 | "EuroCap-Rail" sull'asse ferroviario Bruxelles – Lussemburgo – Strasburgo                             |                                                                |
| 29 | Asse ferroviario del corridoio intermodale Ionio/Adriatico                                            |                                                                |
| 30 | Via navigabile Senna – Schelda                                                                        |                                                                |

### La NLTL e i corridoi transeuropei TEN-T
Nel 2004 la NLTL fu inglobata nel Progetto prioritario europeo n. 6, inizialmente asse ferroviario Lione-frontiera ucraina denominato “corridoio 5”. A sua volta questo tracciato era concepito come parte di un corridoio più esteso, che nelle ipotesi formulate alle conferenze di Creta (1994) e di Helsinki (1997) si estendeva fino a Kiev. Successivamente la politica comunitaria si limitò a definire corridoi “transeuropei”, inquadrati nella Trans-European Network-Trasport (TEN-T).

### Mappe

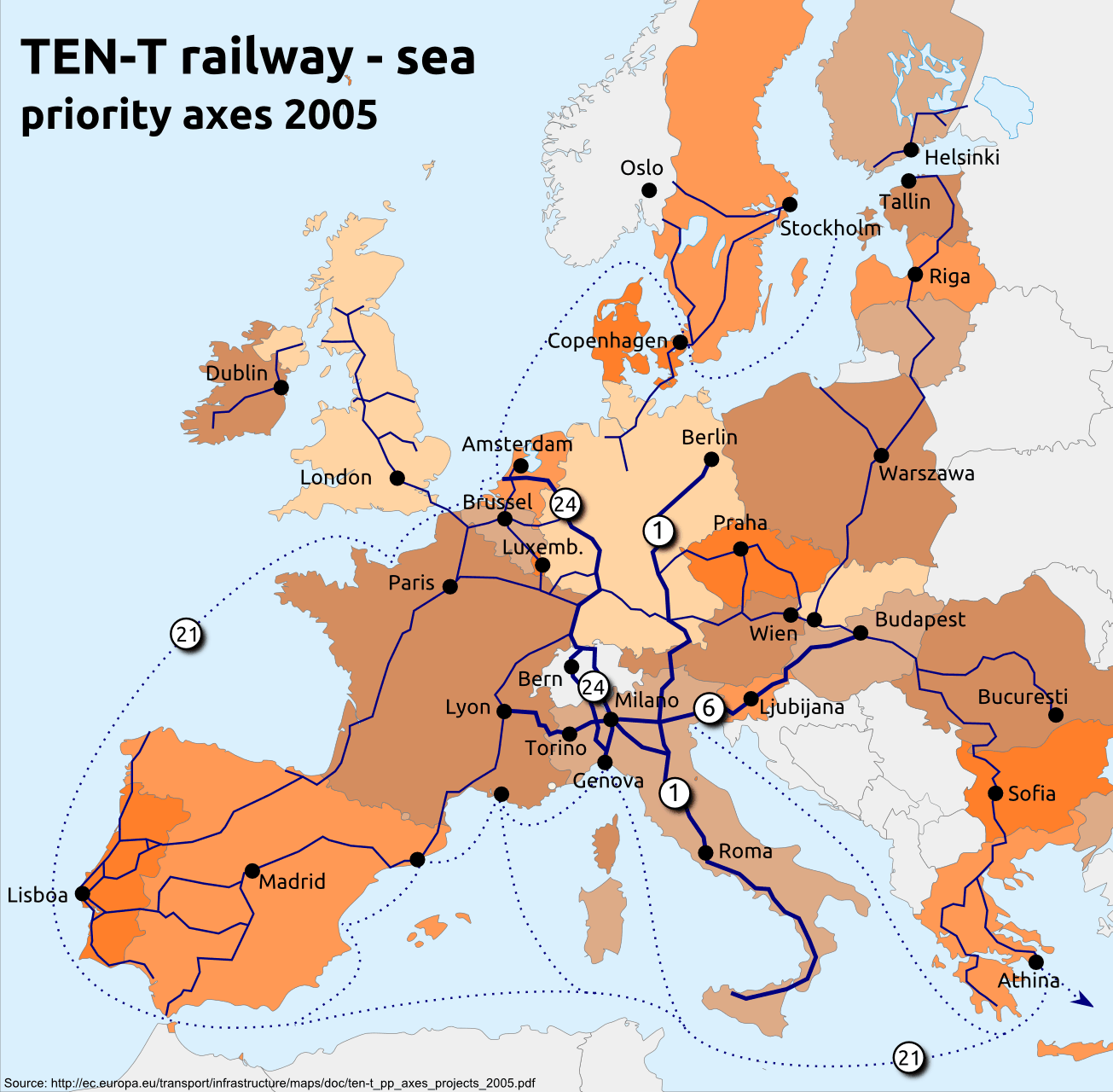
Assi ferroviari e marittimi TEN-T 2005. Sono evidenziati gli assi 1, 6 e 24 che interessano l'Italia. Le "autostrade del mare" costituiscono il progetto prioritario 21.

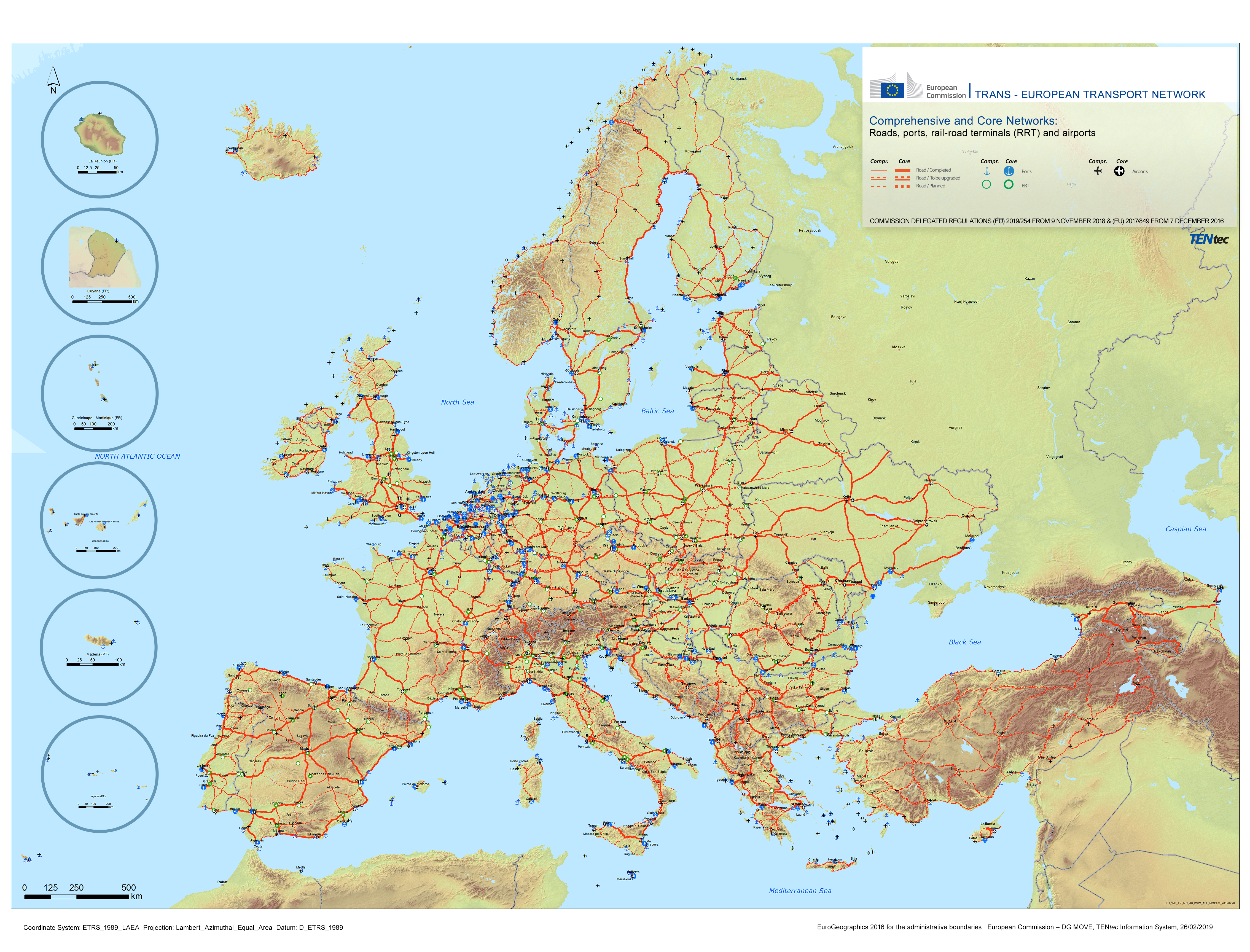
Mappa generale